# Beesem
Beesem ist ein Ortsteil der Gemeinde Luckau (Wendland) im Landkreis Lüchow-Dannenberg in Niedersachsen. Das Dorf liegt westlich vom Kernbereich von Luckau zwischen der nördlich verlaufenden B 493 und der B 71.

## Geschichte
Am 1. Juli 1972 wurde Beesem in die Gemeinde Luckau eingegliedert.